# Míster Gay Pride Espanya
El concurs de bellesa Míster Gay Pride Espanya va néixer en 2008 i al poc temps ha esdevingut el certàmen nacional de bellesa gai més important de l'estat espanyol. Els candidats representen a totes les províncies espanyoles, ja que durant tot l'any es realitzen gales de pre-selecció en cadascuna d'elles. El certàmen Míster Gay Pride Espanya, ha esdevingut el concurs de bellesa gai més important d'Espanya, ha travessat les fronteres, i ha esdevingut un certàmen nacional de bellesa gai, que reuneix una presència aproximada de 15.000 persones en la gala final, i a més d'un milió i mig d'espectadors en directe, en els mitjans de comunicació, a la televisió, i a la xarxa d'Internet.
El guanyador del certàmen Mister Gay Pride Spain de l'any 2017, va ser un caporal de l'Armada espanyola de 28 anys, anomenat Ricardo Taroconte, finalista per Tenerife.